# Dennis Skinner
Dennis Skinner (Clay Cross, 11 februari 1932) is een Brits politicus die van 1970 tot en met 2019 lid was van het Britse parlement voor de Labour Party. Hij was onder meer voorzitter van de Labour Party van 1988 tot 1989. Skinner was sinds zijn aantreden op 18 juni 1970 onafgebroken parlementslid van The House of Commons, oftewel het Lagerhuis, en behoorde daarmee tot de langstzittende parlementsleden. Na de verkiezingen in 2019 verloor hij zijn zetel van het kiesdistrict Bolsover aan Conservative Party kandidaat Mark Fletcher; daarmee kwam er na bijna 50 jaar een einde aan zijn politieke carrière.

## Aanvaring met Prime MinisterDavid Cameron
In 2016 werd Skinner geschorst tijdens een vergadering in het Lagerhuis. Hij noemde Cameron namelijk 'dodgy Dave'. John Bercow, toenmalige voorzitter van het Britse Lagerhuis, vroeg Skinner die woorden terug te nemen, met als reden: "Ik kan de minister redelijkerwijs niet vragen om de vraag te beantwoorden." Skinner wenste zijn woorden niet terug te nemen - hij herhaalde zijn woorden zelfs nog - en zei: "Do what you like." Direct daarna mocht Skinner de zitting van die dag niet meer bijwonen.

## State Opening of Parliament
Skinner stond bekend om zijn uitspraken tijdens de State Opening of Parliament, de Britse 'Prinsjesdag', wanneer de koning de troonrede voorleest. Voor de speech gaat Black Rod, een officiële functionaris, naar het Lagerhuis om daar de parlementsleden te verzoeken de speech van de koning bij te wonen (in de tijd van Skinner was het nog de speech van koningin Elizabeth). Telkens wanneer Black Rod de uitnodigende tekst had uitgesproken, riep Dennis Skinner een grappig bedoelde opmerking die de koninklijke familie aanging, meestal in ongunstige zin.
- Library of Congress Control Number: no2014156370
- Virtual International Authority File: 312881967
- WorldCat: E39PBJvd99Vq8JjHmX4JP7rXh3